# Весли Хилс (Њујорк)
Весли Хилс (енгл. Wesley Hills) град је у америчкој савезној држави Њујорк.

## Демографија
По попису из 2010. године број становника је 5.628, што је 780 (16,1%) становника више него 2000. године.
| Група             | 2000.         | 2010.         |
| Белци             | 4.145 (85,5%) | 4.969 (88,3%) |
| Афроамериканци    | 240 (5,0%)    | 253 (4,5%)    |
| Азијати           | 219 (4,5%)    | 158 (2,8%)    |
| Хиспаноамериканци | 180 (3,7%)    | 206 (3,7%)    |
| Укупно            | 4.848         | 5.628         |